# Petrikirche (Landkirchen)

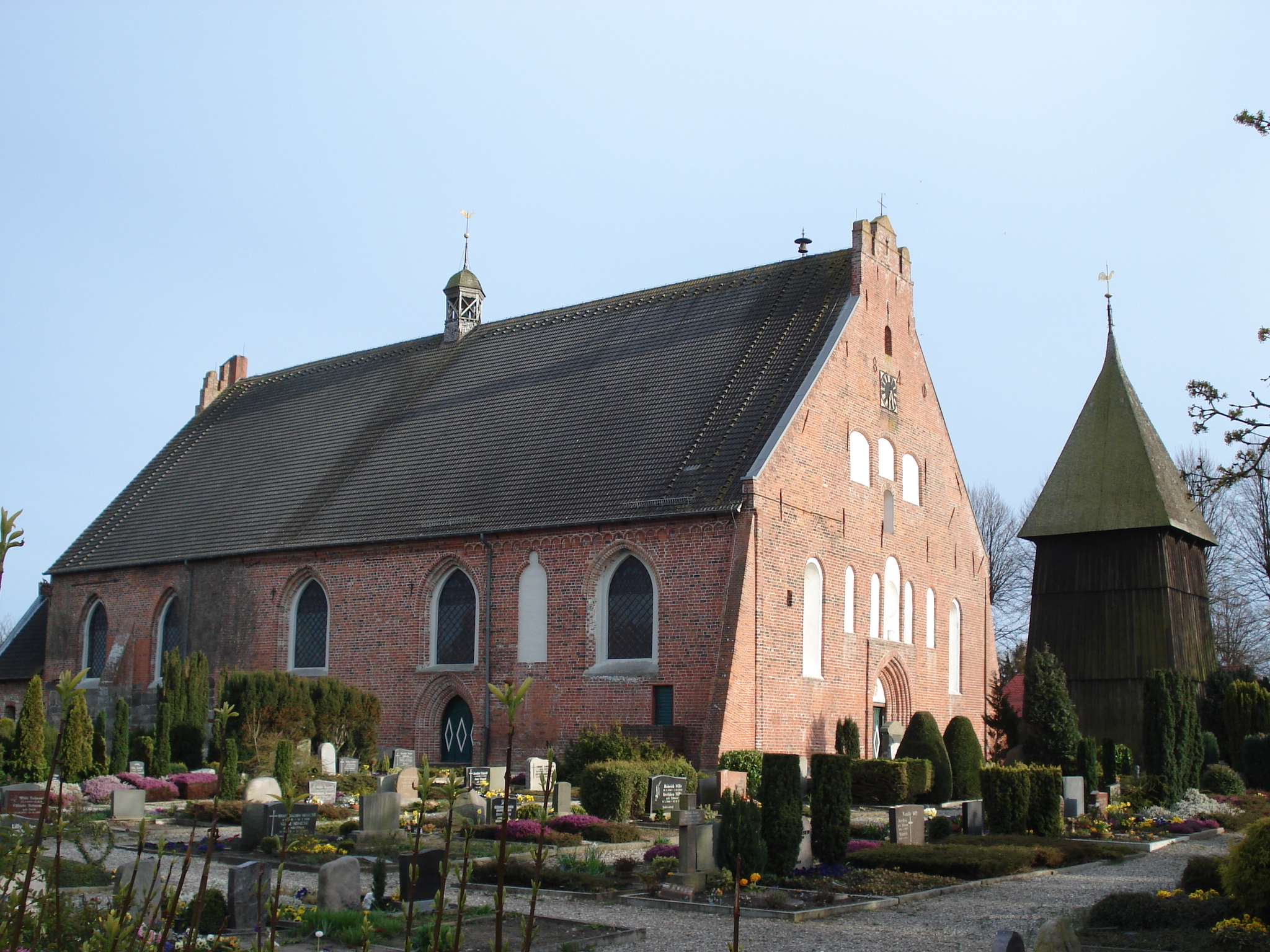
Die Petrikirche in Landkirchen auf Fehmarn

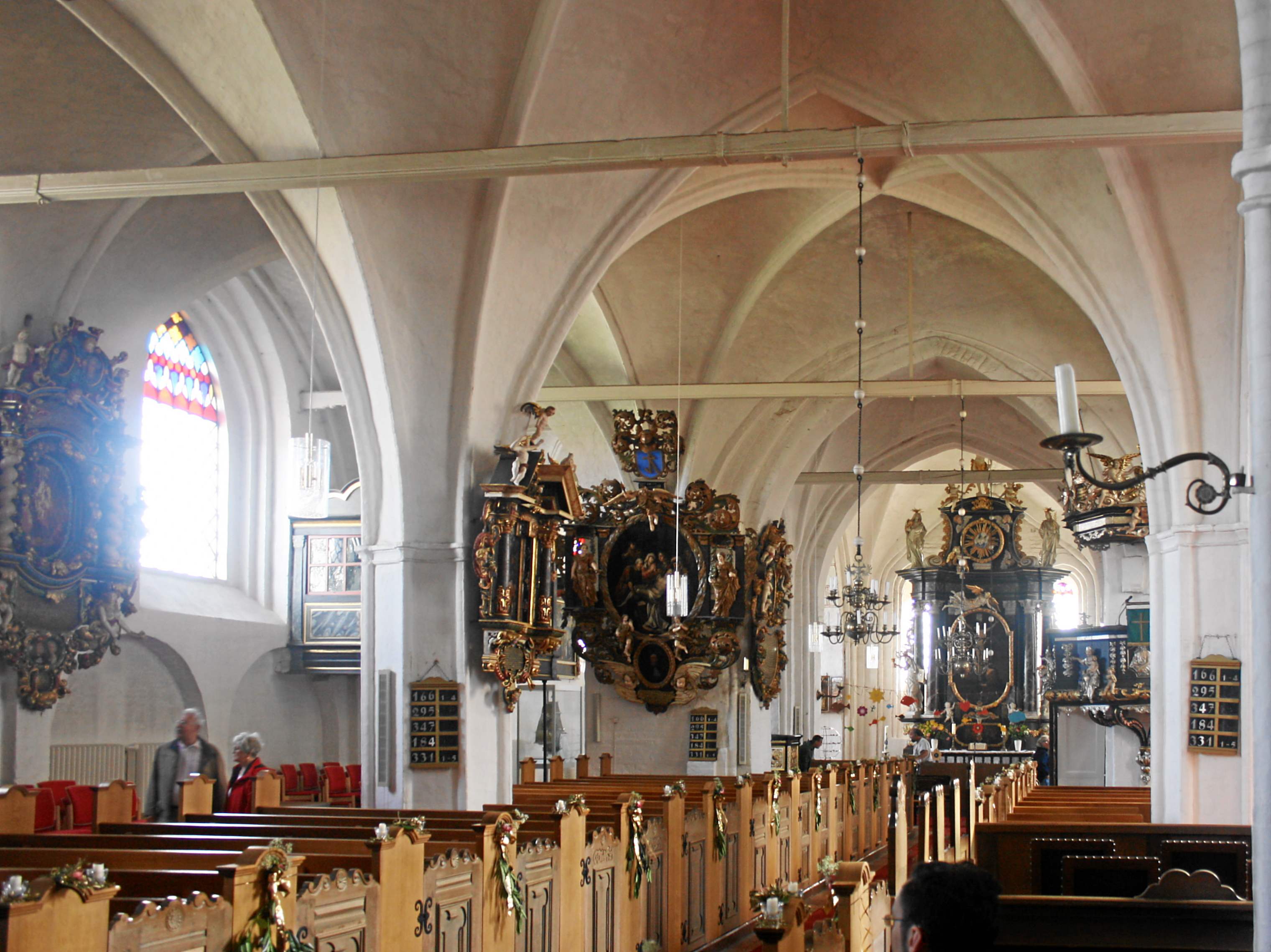
Kircheninneres

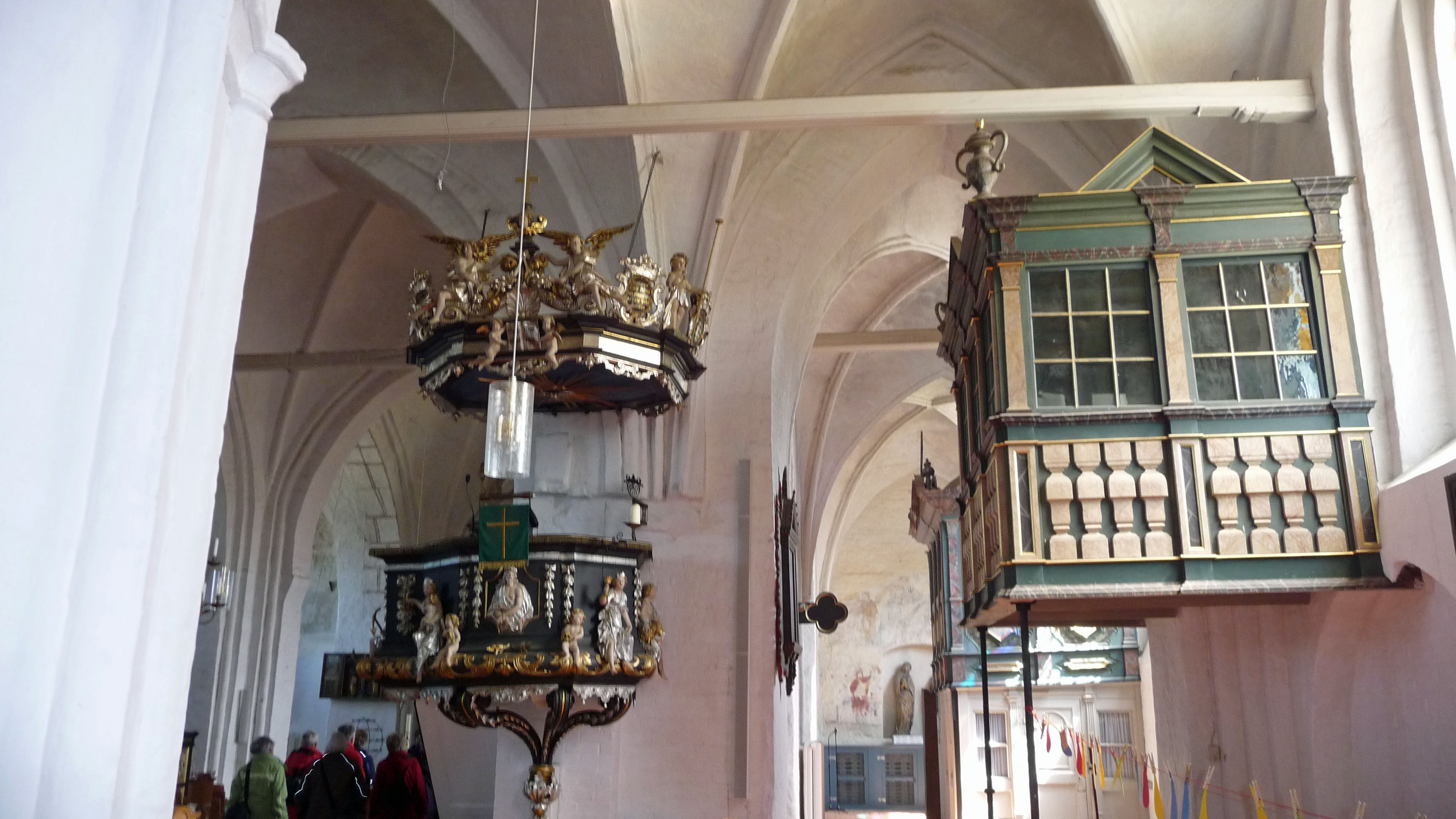
Innenraum mit Logen (rechts)

Die Petrikirche ist eine mittelalterliche Kirche auf einem kleinen Hügel in Landkirchen auf der Insel Fehmarn.

## Geschichte
In alten Urkunden wird von Landkirchen als von de Landt Kercke geredet. Etwa gleich alt ist die Kirche St. Nikolai in Burg. Die beiden Kirchen sind die ältesten der Ostseeinsel; bis zu ihrem Bau hatte es nur die Peter-Pauls-Kapelle in der Gemarkung Puttgarden gegeben, die 1198 erstmals urkundlich genannt wird.
Das Gebäude der vermutlich um das Jahr 1230 erbauten dreischiffigen Backsteinkirche besitzt nur einen kleinen Dachreiter, der einige Meter davon entfernt stehende hölzerne Kirchturm wurde im Jahre 1638 errichtet und 2016 völlig restauriert. Der ursprünglich schmalere Chor wurde später auf die Breite des Kirchenschiffs erweitert.
Die Petrikirche war nicht nur kirchliches Zentrum des sogenannten mittleren Kirchspiels, sondern hatte auch eine Rolle als weltliches Zentrum am Kreuzungspunkt der beiden die Insel Fehmarn von Nord nach Süd und Ost nach West durchziehenden Straßen.

## Ausstattung
Im Innenraum der Kirche befindet sich der Landesblock, eine im 13. Jahrhundert aus einer einzigen Eiche geschnittene Truhe. Im Landesblock wurden bis 1867 wichtige Urkunden und Siegel der Landschaft Fehmarn verwahrt und mit Eisenbändern sowie mit drei Schlössern gesichert. Die Kämmerer der drei Kirchspiele Wester-, Oster- und Mittelkirchspiel, aus denen die Landschaft Fehmarn bestand, besaßen je einen der drei Schlüssel. Sie konnten den Landesblock nur gemeinsam öffnen.
Die Petrikirche besitzt eine barocke Kanzel von 1727, gestiftet vom Bauern Drews Wilder. Diese Kanzel ist mit einem Treppenaufgang versehen, die von einer Tür verschlossen ist. Ebenso wie der Korb, sind die Felder mit vollplastischen Figuren der Tugenden und Putti versehen. Sie werden von vertikalen Frucht- und Blütengehängen flankiert. Ein sehr auffälliger Schalldeckel zeigt Inschriftkartuschen, die von Putti und Engelfiguren gehalten werden. Die Farbfassung mit Gold, Silber und Schwarz gibt diesem Werk ein prachtvolles Aussehen.
Die Taufe stammt aus dem Jahr 1735 (gestiftet von Catharina Mackeprang, einer Schwester des Altarstifters). Sie besteht aus einer pokalförmigen Steintaufe mit einem hölzernen, von einem Engel mit Schrifttafel bekrönten Deckel und einem achtseitigen, reich beschnitzten Schrankenwerk, das oben ornamentales Bandwerk und unten biblische Szenen enthält.
Der Altar stammt von 1715 und ist eine Stiftung Jacob Mackeprangs. Dieses barocke Altarretabel wurde in einer Lübecker Werkstatt gefertigt. Die Predella zeigt ein Gemälde des Abendmahls, mit einem vor ihm stehenden Kruzifix. Dieses Altarkruzifix stammt aus dem Ende des 14. Jahrhunderts. Das Ädikula-Gemälde, das von Säulen flankiert wird, zeigt den Gekreuzigten mit Maria Magdalena und im Hintergrund die Golgatha-Landschaft. Dieses Gemälde wurde von G. F. Brusewindt geschaffen. Vollplastische Tugendfiguren flankieren die Säulen und stehen auf dem Gesims, das im Aufbau den Salvator mit flankierenden Putti zeigt. Dieser Altar ersetzte das frühere Retabel aus dem Jahr 1380 von Bertram von Minden.
Das älteste Kunstwerk ist ein gotischer Marienleuchter aus dem Jahre 1390, eine doppelseitig ausgeführte Madonna mit Jesuskind im Strahlenkranz. Zu dieser Marienkrone, wie sie auch genannt wird, gibt es eine Legende. Dabei geht es um die Geschichte Fehmarns. Damals soll der Dänenkönig, Erich der Pommer, die Insel erobert haben. Fehmarnsche Jungfrauen sollen den König angefleht haben, sie nicht grausam zu töten. Doch seine grausamen Handlungen ließen sich nicht aufhalten. Erst als er die Landkirchener Madonna Bluttränen weinen sah, gelobte er die grausamen Handlungen einzustellen.
Ferner ist ein Bibliotheksschrein von 1660 mit deutschen, englischen, dänischen und holländischen Büchern aus dem 17. Jahrhundert zu erwähnen, eine Stiftung des Propstes Conrad Friedrich Stresow aus Burg, der die Sammlung vor seinem Tode 1788 der Kirche vermachte.
Im linken Seitenschiff sind zwei Votivschiffe zu sehen: Das ältere von beiden, ein 1617 angefertigter „Lübscher Dreimaster“, ist die „älteste Nachbildung eines in seiner Bauart und Takelage nachweisbaren Schiffstyps“ (Modellschiff) und ist über einen Meter lang. Das Modell des Dreimasters Einigkeit ist von 1841/1842.
An der Seite sind sechs Logen aus dem 18. Jahrhundert angebracht, die sich die reichen Bauern der Gegend wie Gutsherren errichten ließen und die nur von außen zugänglich waren.
Bemerkenswert sind auch die Betschemel aus Holz, die am Eingang auf einem speziellen Gestell aufbewahrt werden. Es handelt sich dabei um 66 Hocker aus dem 17. und 18. Jahrhundert von der Größe einer Fußbank, auf denen Inschriften und Ziermarken sowie teilweise die Hausmarken einheimischer Familien zu sehen sind. Unter Hausmarken versteht man auf Fehmarn besondere Symbole, mit denen früher Grenzsteine, Gebäude, Kirchenbänke und Ähnliches als Eigentum bestimmter Familien markiert wurden. Manche Hausmarken, von denen über 200 verschiedene bekannt sind, erinnern an germanische Runen oder geometrische Figuren.
Bis 1898 befand sich das sogenannte Landkirchener Retabel in der Kirche. Die Kirchengemeinde verkaufte das um 1380 geschaffene spätgotische Werk aus dem Umfeld Bertrams von Minden an das Thaulow-Museum in Kiel. Seit 1950 ist es im Landesmuseum für Kunst und Kulturgeschichte auf Schloss Gottorf in Schleswig ausgestellt.

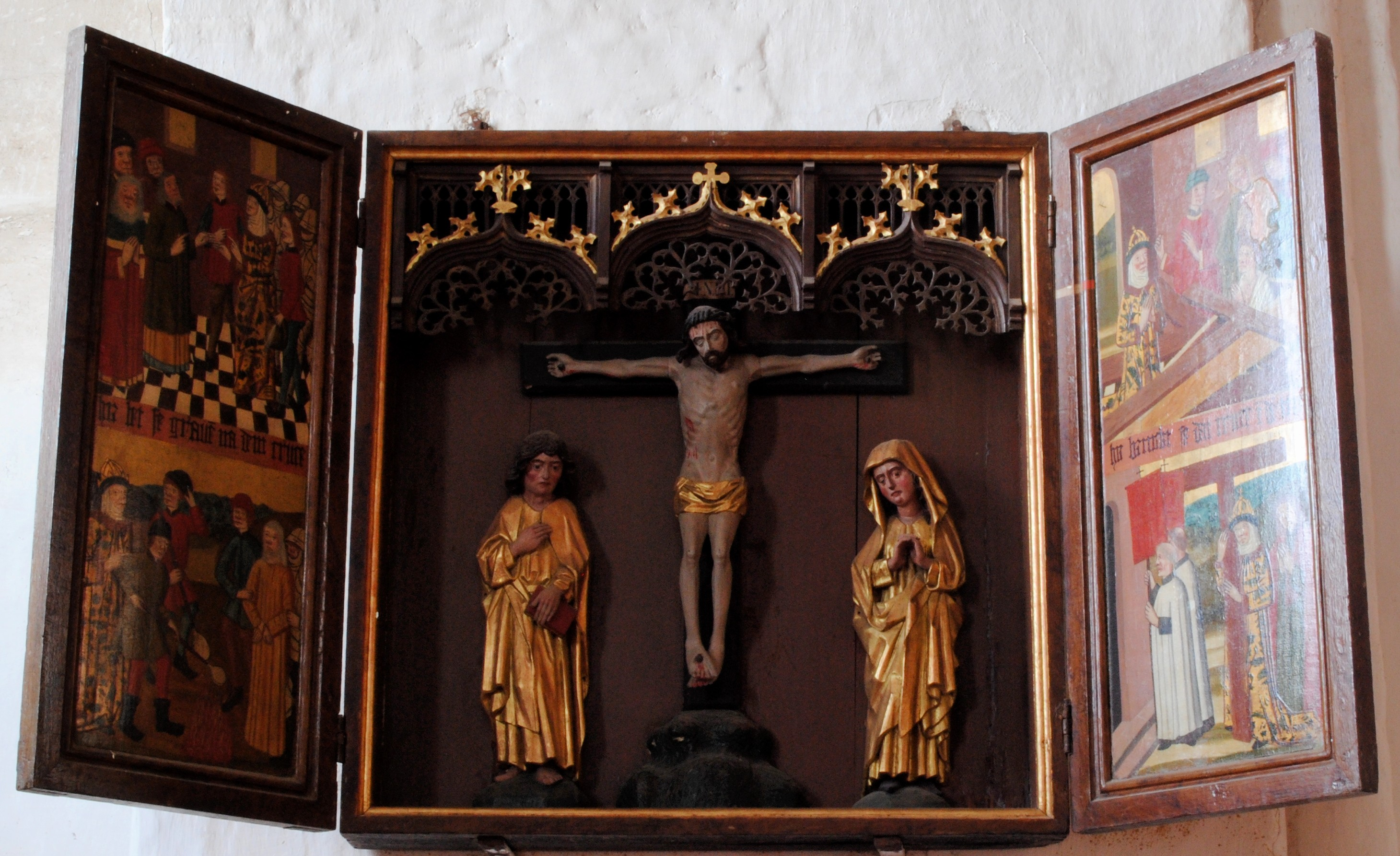
Altar zum Heiligen Kreuz

Ein besonderes und seltenes Ausstattungsstück, ist der Altar zum Heiligen Kreuz. Es stammt aus dem 15. Jahrhundert und war eines der Seitenaltäre in der damaligen Zeit. Es wird vermutet, dass dieses Retabel der „Gilde zum Heiligen Leichnam“ zugehörig sei. Es hat eine Größe im geschlossenen Zustand von 90 × 90 cm und ist mit 8 Gemälden ausgestattet, die sich dem Thema der Kreuzauffindung durch Kaiserin Helena widmen. Der Legende nach, fand Helena bei einer Pilgerreise das Kreuz Christi und wurde damit zum Vorbild aller christlichen Pilger in der nachfolgenden Zeit. Auf der Innenseite des Klappaltars, zeigen die Bilder die Geschichte der Kreuzauffindung, während außen die Bilder der Kreuzerhöhung zu sehen sind. Diese Art der Altardarstellung, ist in Deutschland eine Seltenheit. Einstmals hatten die Bilder eine andere Größe und dienten nicht diesem Altar. Zugehörige Schriftzeichen wurden wahrscheinlich reduziert. Die Bilder wurden im 15. Jahrhundert mit den Kreuzigungsfiguren zu diesem Altar zusammengefügt. Wahrscheinlich wurden diese Bilder mehrmals übermalt. Schließlich waren die Bilder so unkenntlich geworden, dass man im Jahr 1880 eine völlige Übermalung veranlasste. Das heutige sichtbare Retabel, dass im Chor links neben dem Hauptaltar seinen Platz hat, ist also eine Rekonstruktion aus historischen Resten.

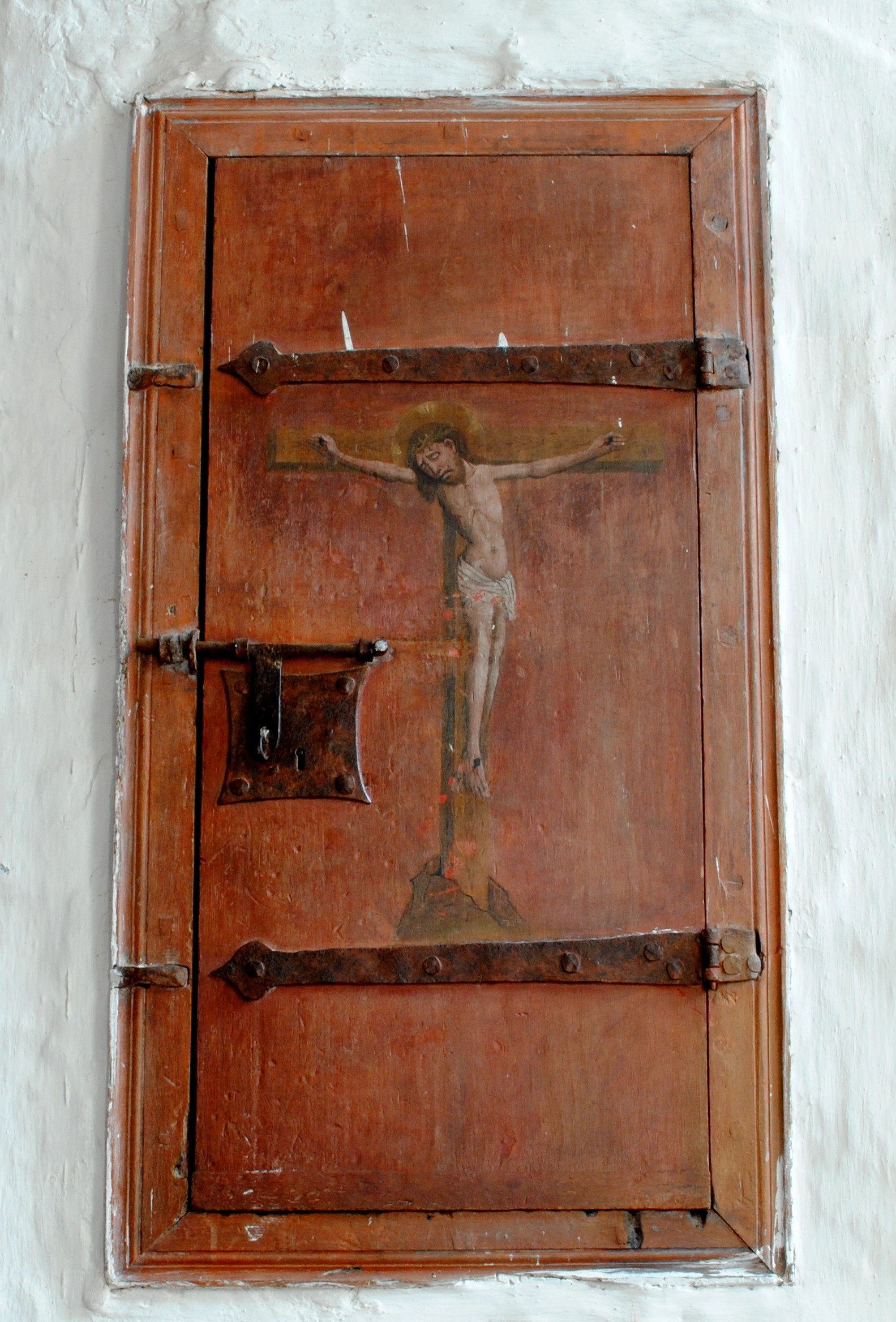
Sakramentstür mit Malerei der Kreuzigung

Die Sakramentstür, die eine Nische für die Aufbewahrung der Abendmahlsgeräte verschließt, hat an der Außenseite eine Bemalung. Wie vielfach zu beobachten, ist Jesus als Gekreuzigter oder als Schmerzensmann dargestellt. Hier sehen wir Jesus am Kreuz. Doch diese Bemalung ist von einer sehr kunstvollen Gestaltung, dass sie sich deutlich von anderen Werken abhebt. Seine Datierung fällt in das Ende des 14. Jahrhunderts und dürfte mit den Bildern des Heilig Kreuz Altars aus einer Zeit stammen.
Neben dem Hauptaltar an der rechten Chorwand sind Wandfresken erhalten. Sie wurden im Jahr 1973 freigelegt und stammen teilweise aus dem 15. Jahrhundert. Ihre Thematik hat starke Ähnlichkeit mit den Bildern des Heilig Kreuz Retabels. Ein Bezug wird deshalb nicht ausgeschlossen. Die Nische, die diese Fresken zerteilen, wurde erst Anfang des 16. Jahrhunderts geschaffen.
Insgesamt gibt es in dieser Kirche heute sieben verschiedene Epitaphien. Eines davon ist das Witte-Epitaph aus dem Jahr 1713. Es zeigt ein Gemälde der Ölbergszene, eingefasst in einem Akanthusrahmen mit musizierenden Putti. Darunter eine ovale Kartusche mit Inschrift. Als Krönung das Bildnis des Stifters in einem Gold eingefassten Medaillon. Ein anderes Epitaph ist das der Familie Mackeprang aus dem Jahr 1696. Ein Gemälde der Grablegung wird umfasst mit Akanthusvoluten. Zwei Tugendfiguren in flankierende Pilaster und Engelfiguren sind in der Umfassung eingearbeitet. Ein weiteres Epitaph ist das Wolder-Epitaph von 1650. Es zeigt ein Gemälde der Auferstehung  in einem hochbarocken Aufbau. Eindrucksvolles Knorpelwerk und ein gesprengter Giebelaufsatz beleben mit Puttifiguren ein gelungenes Werk. Das Stifterbildnis befindet sich im kleinen Aufsatz.
Im südlichen Seitenschiff wurden 1974 Buntglasfenster von Klaus Bönnighausen eingebaut. Sie stellen Der Fischzug des Petrus und die Ausgießung des Heiligen Geistes dar.
Die Kirche besitzt zwei Schiffsmodelle, davon eines der ältesten datierbaren Schiffsmodelle in Deutschland. Es stammt aus dem Jahr 1617, diese Jahreszahl ist auf dem Heckspiegel des Schiffes zu lesen. Der Rumpf besteht aus einem ausgehöhlten Stück Lindenholz. Das Modell misst 111,5 cm in der Länge und in der Höhe vom Kiel bis zur Nock des Großmastes 115 cm. Sein Rumpf ist mit Ornamenten und Malereien verziert. Aus konservatorischen Gründen hängt das Modell heute nicht mehr unter dem Kirchengewölbe, sondern steht seit seiner Restaurierung 1973 in einer gläsernen Vitrine. Das zweite Kirchenschiff-Schiffsmodell stellt das unbewaffnetes Handelsschiff Einigkeit dar und stammt von 1841. Es wurde von mehreren Seeleuten aus Lemkenhafen im Südwesten der Insel gebaut. Die Idee, der Kirche ein weiteres Modell zu schenken, hatten die beiden Schiffer Johansen und Ruge. 1842 trugen am Sonntag vor Lichtmess (2. Februar, auch „Maria Lichtmess“ genannt) zwei Seeleute, gefolgt vom Aldermann, den Dorfgeschworenen, Schiffern, Matrosen und Bauern, das 247 cm lange und segellose Holzmodell in einer feierlichen Prozession durch den Ort zur Kirche.

Galerie: Ausstattung
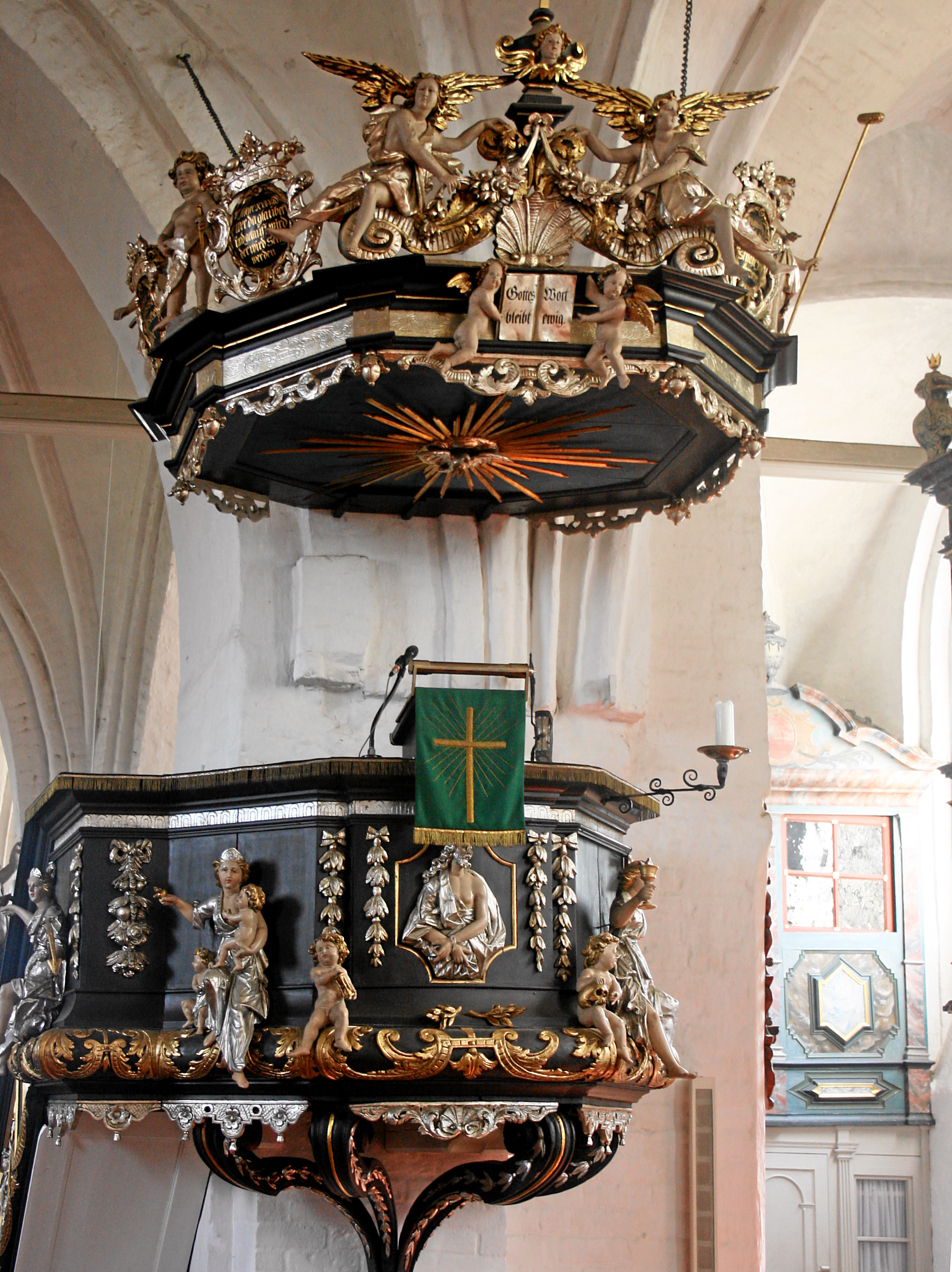
Kanzel
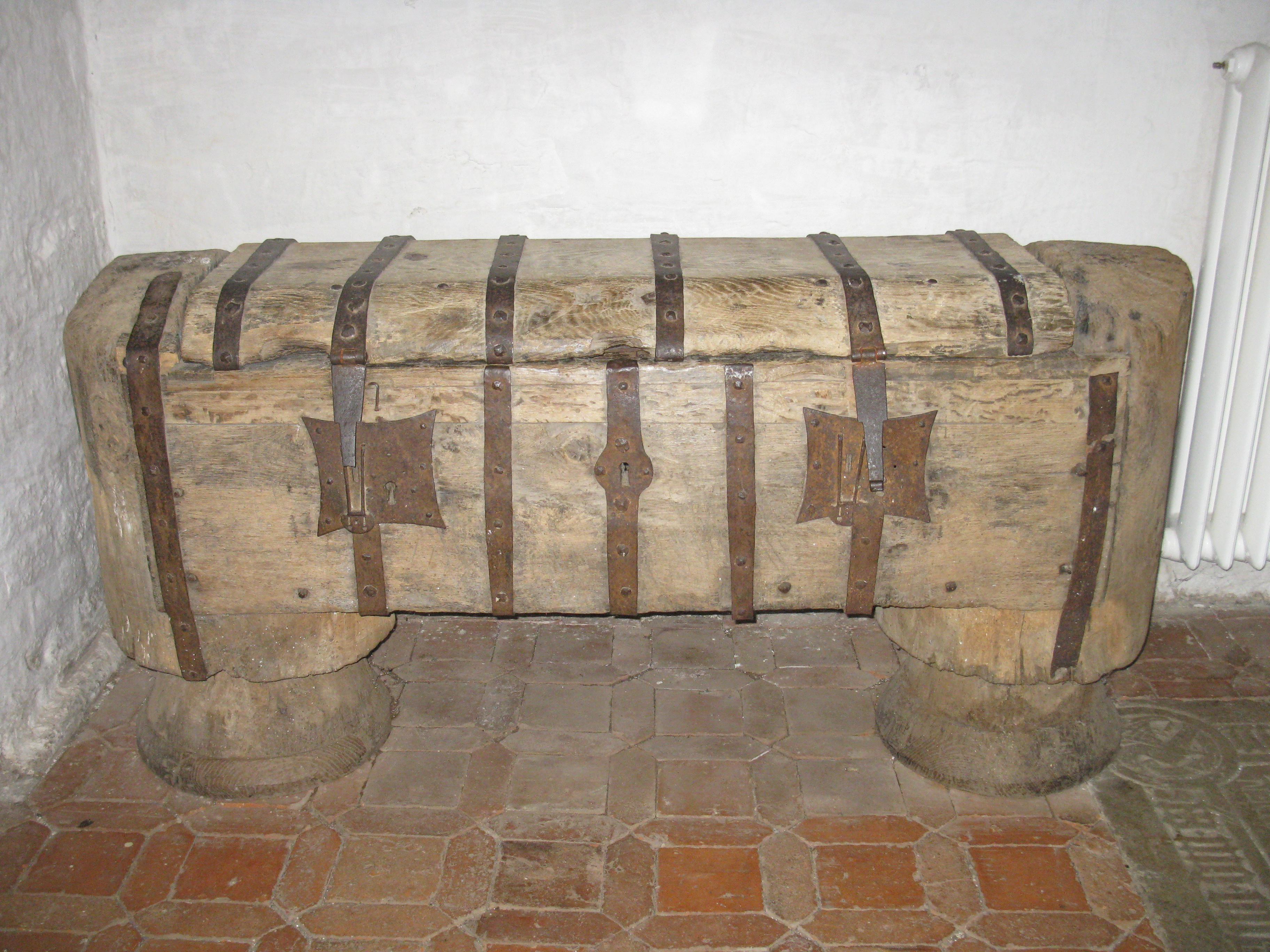
Landesblock
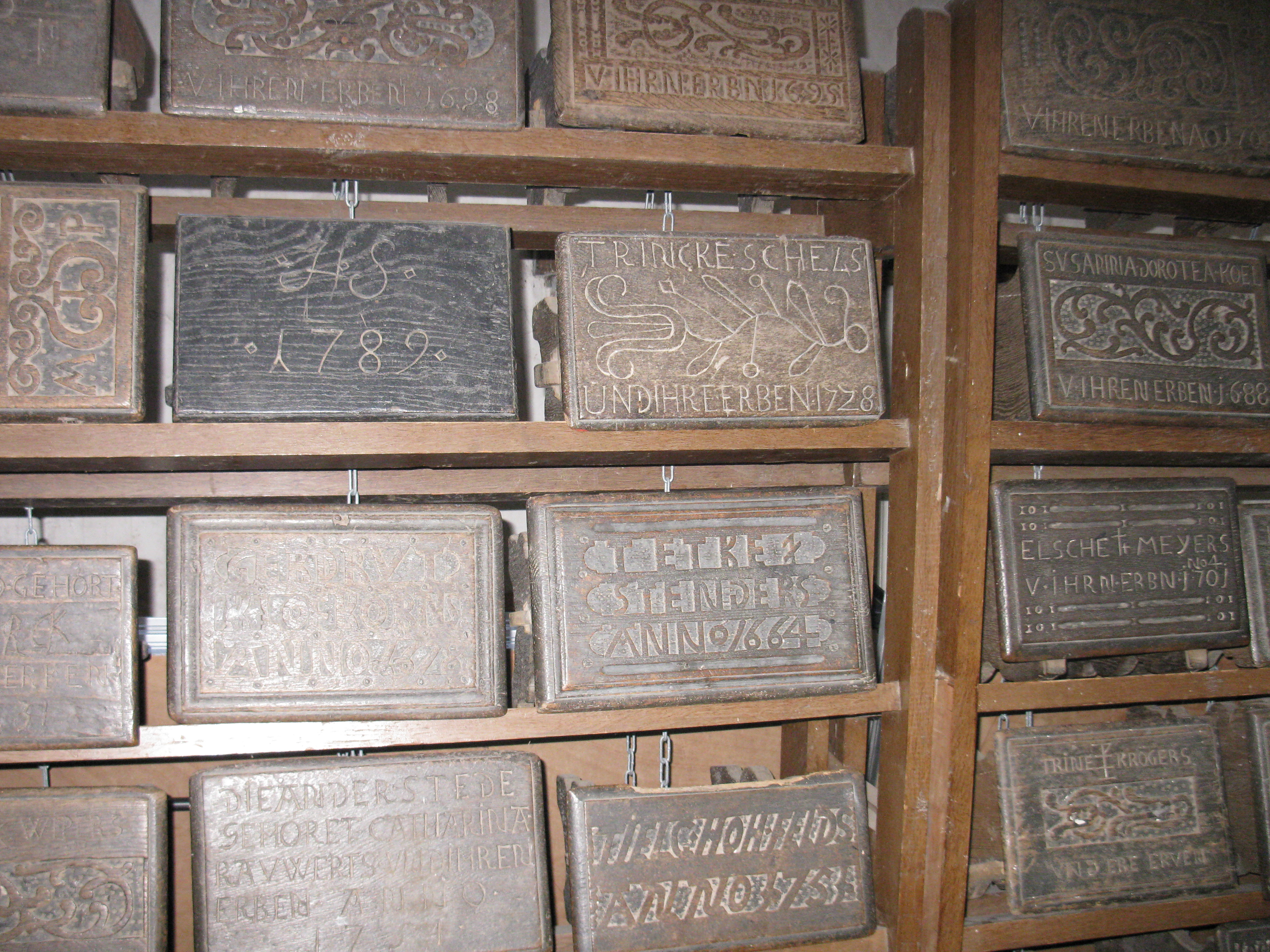
Betschemel
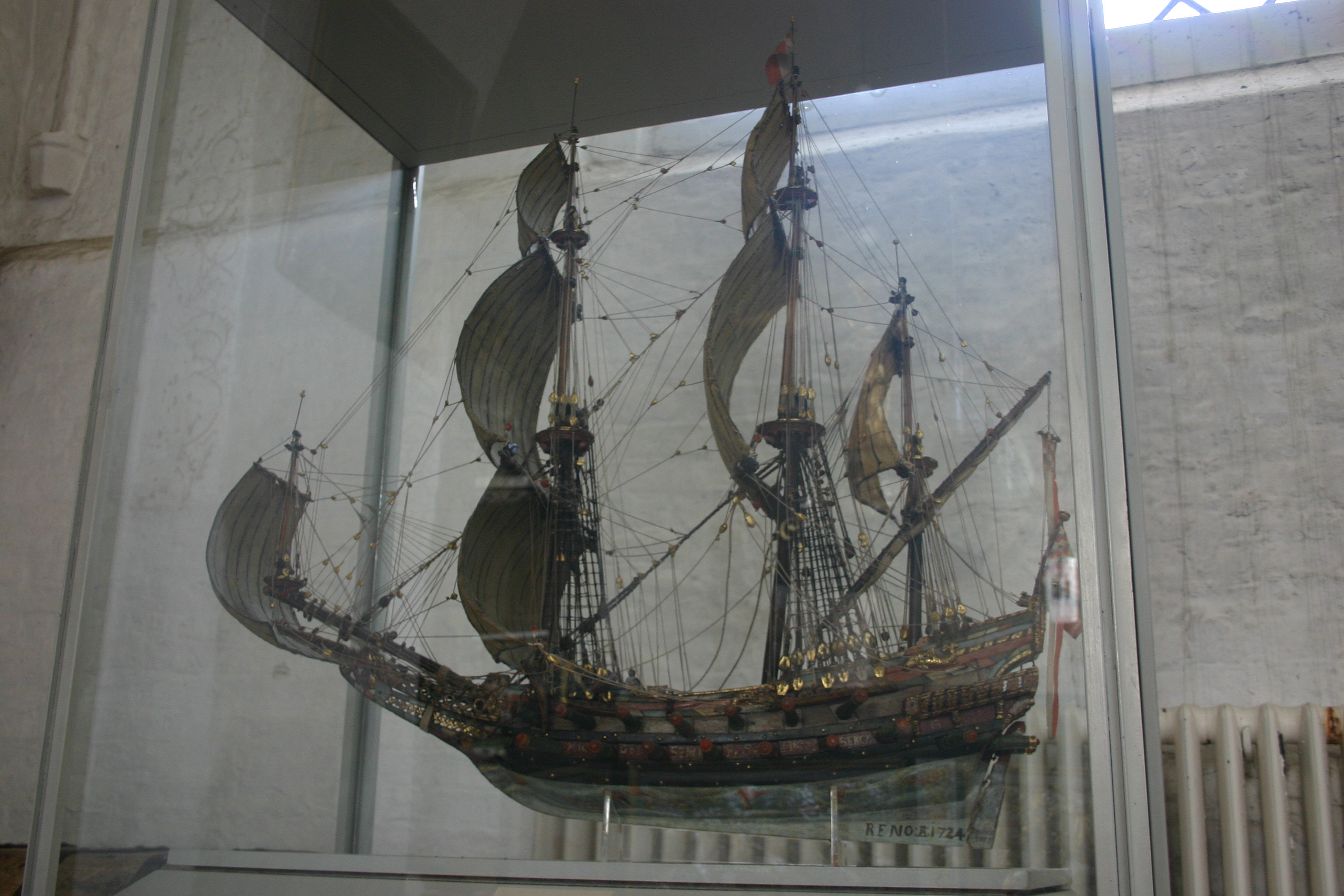
Kirchen-Schiffsmodell von 1617
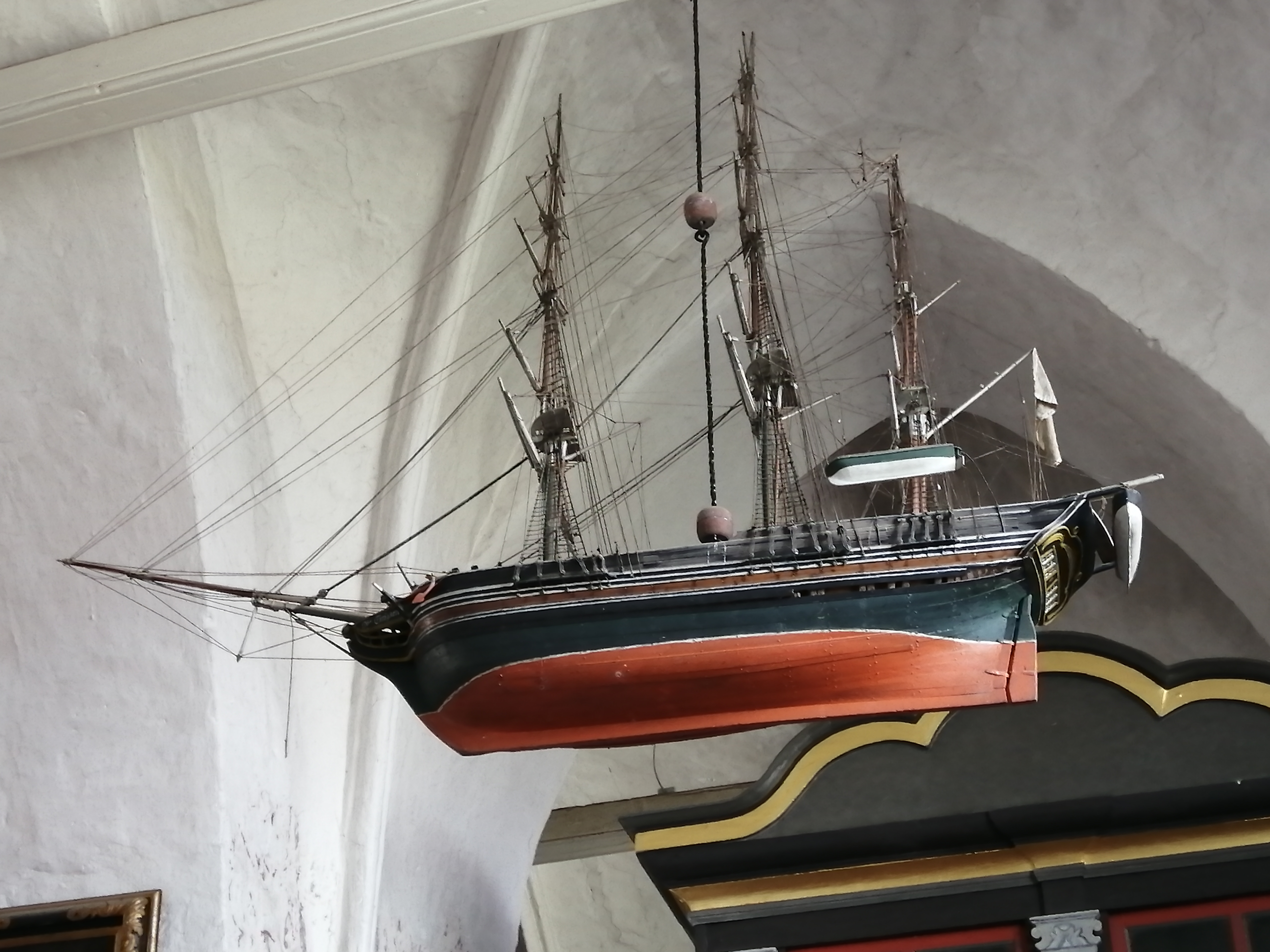
Schiffsmodell von 1841.